# جاناتان فیلیپه
جاناتان فیلیپه (انگلیسی: Jonathan Phillippe؛ زادهٔ ۲۴ ژانویهٔ ۱۹۸۸) بازیکن فوتبال اهل آرژانتین است.
از باشگاه‌هایی که در آن بازی کرده‌است می‌توان به باشگاه فوتبال بوکا جونیورز اشاره کرد.